# Памятники истории и культуры местного значения Шетского района
Памятники истории и культуры местного значения Шетского района — это отдельные постройки, здания и сооружения с исторически сложившимися территориями указанных построек, мемориальные дома, здания и сооружения, некрополи, мавзолеи и отдельные захоронения а также произведения монументального искусства, включенные в Государственный список памятников истории и культуры местного значения Карагандинской области и являющиеся потенциальными объектами реставрации, представляющие историческую, научную, архитектурную, художественную и мемориальную ценность и имеющие особое значение для истории и культуры всей страны. Списки памятников истории и культуры местного значения утверждаются исполнительным органом региона по представлению уполномоченного органа по охране и использованию историко-культурного наследия.

## История
В 1978 году Исполнительный комитет областного Совета народных депутатов Карагандинской области принял постановление «О памятниках культуры, рекомендуемых под государственную охрану». Этим решением предусматривалось оформить охранное обязательство и разработать проекты реставрации памятников.
16 апреля 2010 года был утверждён новый Государственный список памятников истории и культуры местного значения Карагандинской области, одновременно с которым все предыдущие решения по этому поводу были признаны утратившими силу. В новый список вошло 1538 объектов на территории области, из которых 215 объекта располагаются в Шетском районе.

## Список памятников
| № в списке | Название                                                                         | Вид памятника                    | Место нахождения | Изображение | Координаты                      |
| ---------- | -------------------------------------------------------------------------------- | -------------------------------- | --- | ----------- | ------------------------------- |
| 1323.      | Некрополь. Безымянный Мавзолей N 61, XIX в.                                      | ансамбль                         | в 6 км к ЮЗ от села Аксу-Аюлы, Аксу-Аюлинский сельский округ                                                                       |             |                                 |
| 1.         | Мавзолей Аманбая (1), XIX в.                                                     |                                  | в 52 км к ЮЗ от села Киик, на левом берегу реки Сарыбулак, поселковая администрация (далее-п.а.) Мойынтинская                      |             |                                 |
| 2.         | Мавзолей Аманжола (2), XIX в.                                                    |                                  | в 52 км к ЮЗ от села Киик, на левом берегу реки Сарыбулак, Мойынтинская п.а.                                                       |             |                                 |
| 1324.      | Могильник Аксу-Аюлы, эпоха бронзы                                                | археология                       | в 2,5 км к СВ от села Аксу-Аюлы, Аксу-Аюлинский сельский округ                                                                     |             | 48°47′26″ с. ш. 73°39′51″ в. д. |
| 1325.      | Каменная баба. Некрополь Смай Самкай (мавзолей), средневековье                   | археология                       | в 1,5 км от села Аксу, Нураталдинский сельский округ                                                                               |             |                                 |
| 1326.      | Могильник Талды, эпоха бронзы                                                    | археология                       | в 1-4 км к З от села Жанажурт, в 27-29 км к СВ от села Нураталды, Талдинский сельский округ                                        |             |                                 |
| 1327.      | Курганы, эпоха бронзы                                                            | археология                       | в 29 км к ЮЗ от села Бесоба,сельский округ Бесобинский                                                                             |             |                                 |
| 1328.      | Могильник, эпоха бронзы                                                          | археология                       | в 26 км к ЮЗ от села Бесоба,сельский округ Бесобинский                                                                             |             |                                 |
| 1329.      | Поселение эпохи бронзы                                                           | археология                       | на правом берегу реки Талды, в 2 км к СВ от села Байбала, Талдинский сельский округ                                                |             |                                 |
| 1330.      | Поселение эпохи бронзы I                                                         | археология                       | на правом берегу реки Шопа, в 14 км к ЮЗ от села Нураталды, Нураталдинский сельский округ                                          |             |                                 |
| 1331.      | Поселение эпохи бронзы II                                                        | археология                       | в СВ части горы Бугулы, в 2 км к СЗ от села Нураталды, Нураталдинский сельский округ                                               |             |                                 |
| 1332.      | Поселение эпохи бронзы                                                           | археология                       | в 26 км к В от села Нураталды, Нураталдинский сельский округ                                                                       |             |                                 |
| 1333.      | Поселение эпохи бронзы                                                           | археология                       | к С части горы Кусмурын, в долине Шопа, Нураталдинский сельский округ                                                              |             |                                 |
| 1334.      | Поселение эпохи бронзы III                                                       | археология                       | к ЮЗ части горы Бугулы, в 25 км к ЮЗ от села Нураталды, Нураталдинский сельский округ                                              |             |                                 |
| 1335.      | Поселение эпохи бронзы                                                           | археология                       | на правом берегу реки Талды, в 1 км от села Байбала, Талдинский сельский округ                                                     |             |                                 |
| 1336.      | Курганы 2, РЖВ                                                                   | археология                       | в 2 км к З от села Жанажурт, в урочище Сенкебай, на правом берегу реки Талды, Талдинский сельский округ                            |             |                                 |
| 1337.      | Курганы с насыпью из земли и камня, РЖВ                                          | археология                       | на левом берегу реки Талды (в урочище Сенкебай), в 29,5 км к СВ от села Нураталды, Нураталдинский сельский округ                   |             |                                 |
| 1338.      | Могильник Талды VI, эпохи бронзы                                                 | археология                       | в 2 км к З от села Жанажурт, в 12 км к В от села Талды, на левом берегу реки Талды, Талдинский сельский округ                      |             |                                 |
| 1339.      | Могильник Талды VIII, эпоха бронзы                                               | археология                       | в 2 км к З от села Жанажурт, в 12,5 км к В от села Талды, на левом берегу реки Талды, Талдинский сельский округ                    |             |                                 |
| 1340.      | Могильник Талды IX, эпоха бронзы                                                 | археология                       | в 2 км к З от села Жанажурт, в 12,5 км к В от села Талды, на левом берегу реки Талды, Талдинский сельский округ                    |             |                                 |
| 1341.      | Могильник Талды X из каменных оград, эпоха бронзы                                | археология                       | в 2 км к З от села Жанажурт, в 12,5 км к В от села Талды, на левом берегу реки Талды, Талдинский сельский округ                    |             |                                 |
| 1342.      | Могильник Талды V из каменных оград, эпоха бронзы                                | археология                       | в 2,7 км к СВ от мавзолея Сенкебай, в 23 км к СВ от села Нураталды, Нураталдинский сельский округ                                  |             |                                 |
| 1343.      | Могильник Талды I из 48 каменных оград, эпоха бронзы                             | археология                       | в 2,7 км к СВ от мавзолея Сенкебай, в 23 км к СВ от села Нураталды, Нураталдинский сельский округ                                  |             |                                 |
| 1344.      | Могильник Талды II из каменных оград 2, эпоха бронзы                             | археология                       | в 6,7 км к СЗ от села Жанажурт, в 9 км к СВ от села Талды, Талдинский сельский округ                                               |             |                                 |
| 1345.      | Могильник Талды III из 33 каменных оград 3, эпоха бронзы                         | археология                       | в 3 км к ЮЗ от села Талды, в 12 км к В от села Нураталды, в 3 км к СВ от села Аккиик, Талдинский сельский округ                    |             |                                 |
| 1346.      | Могильник Талды IV, эпоха бронзы                                                 | археология                       | в 2,7 км к СВ от мавзолея Сенкебай, в 7 км к З от села Жанажурт, в 24 км к СВ от села Нураталды, Талдинский сельский округ         |             |                                 |
| 1347.      | Могильник Бугулы, эпоха бронзы                                                   | археология                       | в 9 км к Ю от села Шопа, в 4 км к З от реки Шерубайнура, в 6,5 км к З от села Аксу, Нураталдинский сельский округ                  |             |                                 |
| 1348.      | Могильник эпоха бронзы                                                           | археология                       | к С части горы Кусмурын, в долине реки Шопа                                                                                        |             |                                 |
| 1349.      | Поселение Талды 1, эпохи бронзы                                                  | археология                       | в 2,7 км к СВ от мавзолея Сенкебай, Талдинский сельский округ                                                                      |             |                                 |
| 1350.      | Курган с "Усами" (2)                                                             | археология                       | в 4 км к В от села Нураталды, в 4 км к З от села Аккиик, на правом берегу реки Талды, Нураталдинский сельский округ                |             |                                 |
| 1351.      | Могильник эпохи бронзы                                                           | археология                       | в 8 км к СВ от села Байбалы,Талдинский сельский округ                                                                              |             |                                 |
| 1352.      | Могильник эпохи бронзы                                                           | археология                       | в 13 км к СВ от села Байбалы, Талдинский сельский округ                                                                            |             |                                 |
| 1353.      | Могильник из каменных оград, эпоха бронзы                                        | археология                       | в 13 км к СВ от села Байбалы, Талдинский сельский округ                                                                            |             |                                 |
| 1354.      | Поселение эпохи бронзы                                                           | археология                       | в 16 км к З от села Акбауыр, в 8 км к СЗ от села Кызылту, в 7 км к С от горы Казыкурт, Акшокинский сельский округ                  |             |                                 |
| 1355.      | Курганы каменные (5), РЖВ                                                        | археология                       | в 9 км к З от села Акбауыр, в 8 км к СЗ от села Кызылту, в 7 км к С от горы Казыкурт, Акшокинский сельский округ                   |             |                                 |
| 1356.      | Могильник из кольцевых оград, эпоха бронзы                                       | археология                       | в 1 км к Ю от села Байбол, в 10 км к СЗ от села Акбауыр, в 4 км к Ю от горы Серек, Талдинский сельский округ                       |             |                                 |
| 1357.      | Могильник из каменных оград                                                      | археология                       | в 10 км к С от села Акбауыр, в 14 км к В от села Байбала, в 3 км к З от горы Жаман-Койтас, сельский округ Акшокинский              |             |                                 |
| 1358.      | Поселение эпохи бронзы                                                           | археология                       | на правом берегу реки Нура, в 10 км к СВ от села Узынбулак                                                                         |             |                                 |
| 1359.      | Могильник Былкылдак                                                              | археология                       | в 5 км к ЮВ от села Кызылту, в 8 км к ЮВ от села Акбауыр, в 1 км к С от реки Байкаска, Акшокинский сельский округ                  |             |                                 |
| 1360.      | Могильник Былкылдак ІІІ из каменных оград                                        | археология                       | в 5,5 км к ЮВ от села Кызылтау, в 8,8 км к ЮВ от села Акбауыр, Акшокинский сельский округ                                          |             |                                 |
| 1361.      | Могильник Былкылдак І из 7 каменных оград                                        | археология                       | в 5,5 км к ЮВ от села Кызылтау, в 8,8 км к ЮВ от села Акбауыр, Акшокинский сельский округ                                          |             |                                 |
| 1362.      | Каменная ограда эпохи бронзы                                                     | археология                       | в 4 км к ЮВ от села Кызылтау, в 7,2 км к ЮВ от села Акбауыр, у подножья реки Байкаска, Акшокинский сельский округ                  |             |                                 |
| 1363.      | Могильник Бугулы ІІ из 57 каменных оград                                         | археология                       | в 20 км к СВ от села Дарья, С части предгорья горы Бугулы, в 10 км к Ю от села Дерипсал, сельский округ Краснополянский            |             |                                 |
| 1364.      | Каменные курганы с "Усами", РЖВ                                                  | археология                       | в 20 км к СВ от села Дарья, С части предгорья горы Бугулы, в 10 км к Ю от села Дерипсал, сельский округ Краснополянский            |             |                                 |
| 1365.      | Каменные курганы, эпоха бронзы                                                   | археология                       | в 20 км к СВ от села Дарья, С части предгорья горы Бугулы, в 10 км к Ю от села Дерипсал, сельский округ Краснополянский            |             |                                 |
| 1366.      | Курганы, РЖВ                                                                     | археология                       | в 45 км к СВ от железнодорожной станции Жарык                                                                                      |             |                                 |
| 1367.      | Наскальное изображение, разновременный                                           | археология                       | на левом берегу реки Сарыбулак, в 35 км к ЗЮЗ от железнодорожной станции Киик, Мойынтинская п.а.                                   |             |                                 |
| 1368.      | Поселение Озерное, эпоха камня                                                   | археология                       | в 20 км к ЮЗ от железнодорожной станции Киик, Мойынтинская п.а.                                                                    |             |                                 |
| 1369.      | Каменные курганы (5), эпоха бронзы                                               | археология                       | в 20 км к ЮЗ от железнодорожной станции Киик, около озера, Мойынтинская п.а.                                                       |             |                                 |
| 1370.      | Могильник Ельшибек, эпоха бронзы                                                 | археология                       | в 20 км к ЮЗ от железнодорожной станции Киик, в 2,5-3 км к Ю от Уш-Кызыл, Мойынтинская п.а.                                        |             | 47°23′46″ с. ш. 72°47′32″ в. д. |
| 1371.      | Курган каменный, эпоха бронзы                                                    | археология                       | в урочище Кииксу, в 18 км к ЮЗ от железнодорожной станции Киик, Мойынтинская п.а.                                                  |             |                                 |
| 1372.      | Ограды с каменными изваяниями, эпоха средневековье                               | археология                       | в урочище Ельшибек, в 22 км к ЮЗ от железнодорожной станции Киик, Мойынтинская п.а.                                                |             |                                 |
| 1373.      | Курганы каменные, РЖВ                                                            | археология                       | в 2 км к С от поселка Акчатау, Акчатауский п.а.                                                                                    |             |                                 |
| 1374.      | Курганы эпохи бронзы                                                             | археология                       | в 2 км к С от поселка Акчатау, Акчатауский п.а.                                                                                    |             |                                 |
| 1375.      | Могильник эпохи бронзы                                                           | археология                       | в 2 км к С от поселка Акчатау, Акчатауский п.а.                                                                                    |             |                                 |
| 1376.      | Курганы (7), РЖВ                                                                 | археология                       | в 2 км к С от поселка Акчатау, Акчатауский п.а.                                                                                    |             |                                 |
| 1377.      | Рудные выработки, разновременный                                                 | археология                       | в 15 км к СВ от поселка Акчатау, Акчатауский п.а.                                                                                  |             |                                 |
| 1378.      | Стоянка эпохи неолита (камня)                                                    | археология                       | в 15 км к СВ от поселка Акчатау, Акчатауский п.а.                                                                                  |             |                                 |
| 1379.      | Поселение эпохи бронзы                                                           | археология                       | в 3 км к Ю от села Акжал, Акжалская п.а.                                                                                           |             |                                 |
| 1380.      | Курганы с насыпью из земли и камней, эпоха бронзы                                | археология                       | в 3 км к Ю от села Акжал, Акжалская п.а.                                                                                           |             |                                 |
| 1381.      | Курган каменный, РЖВ                                                             | археология                       | в 45 км к Ю от села Акжал, Акжалская п.а.                                                                                          |             |                                 |
| 1382.      | Стоянка эпохи неолита (камня)                                                    | археология                       | в 27 км к Ю от села Акжал, Акжалская п.а.                                                                                          |             |                                 |
| 1383.      | Ограда кольцевая, эпоха бронзы                                                   | археология                       | в 16 км к СВ от железнодорожной станции Мойынты, на склоне хребта Аркарлы, Мойынтинская п.а.                                       |             |                                 |
| 1384.      | Курган каменный, эпоха бронзы                                                    | археология                       | в 9 км к В от села Коктенколь, сельский округ Коктенкольский                                                                       |             |                                 |
| 1385.      | Курган каменный, эпоха бронзы                                                    | археология                       | в 10 км к З от железнодорожный станции Айса, на левом берегу реки Жаман-Сарысу, Успенский сельский округ                           |             |                                 |
| 1386.      | Надпись наскальная, разновременный                                               | археология                       | на ЮЗ берегу озера Коктенколь, сельский округ Коктенкольский                                                                       |             |                                 |
| 1387.      | Курганы, эпоха бронзы                                                            | археология                       | в 18 км к СЗ от села Ортау, Ортауский сельский округ                                                                               |             |                                 |
| 1388.      | Могильник эпохи бронзы                                                           | археология                       | в 6 км СВ от села Ортау, Ортауский сельский округ                                                                                  |             |                                 |
| 1389.      | Поселение эпохи бронзы                                                           | археология                       | в 12 км СВ от села Ортау, Ортауский сельский округ                                                                                 |             |                                 |
| 1390.      | Курганы, эпоха бронзы                                                            | археология                       | в 10 км ЮЗ от села Ортау, Ортауский сельский округ                                                                                 |             |                                 |
| 1391.      | Курганы, эпоха бронзы                                                            | археология                       | в 30 км ЮЗ от села Ортау, Ортауский сельский округ                                                                                 |             |                                 |
| 1392.      | Курганы, эпоха бронзы                                                            | археология                       | в 30 км ЮЗ от села Кызылтау, Акшокинский сельский округ                                                                            |             |                                 |
| 1393.      | Курган каменный, эпоха бронзы                                                    | археология                       | в 28 км ЮЗ от села Кызылтау, Акшокинский сельский округ                                                                            |             |                                 |
| 1394.      | Могильник из 48 оград, эпоха бронзы                                              | археология                       | в 7 км от рудника Жанатас, в долине реки Шажагай                                                                                   |             |                                 |
| 1395.      | Могильник из каменных оград, эпоха бронзы                                        | археология                       | в 30 км к ЮЮЗ от поселка Агадырь, Агадырская п.а.                                                                                  |             |                                 |
| 1396.      | Курган с "Усами"                                                                 | археология                       | в 54 км к ЮВ от села Кызылтау, сельский округ Кызылтау                                                                             |             |                                 |
| 1397.      | Могильник Аксу-Аюлы ІІ, эпохи бронзы                                             | археология                       | в 35 км к СВ от села Аксу-Аюлы, на левом берегу реки Шерубай-Нура, Аксу-Аюлинский сельский округ                                   |             |                                 |
| 1398.      | Курганы каменные с "Усами", РЖВ                                                  | археология                       | в 45 км к СВ от железнодорожный станции Жарык                                                                                      |             |                                 |
| 1399.      | Поселение эпохи бронзы                                                           | археология                       | в 5 км к СВ от села Аксу-Аюлы, Аксу-Аюлинский сельский округ                                                                       |             |                                 |
| 1400.      | Курганы с насыпью из земли и камня, РЖВ                                          | археология                       | в 13 км к ЮВ от села Аксу-Аюлы, Аксу-Аюлинский сельский округ                                                                      |             |                                 |
| 1401.      | Курганы каменные с "Усами", РЖВ                                                  | археология                       | в 20 км к ЮЗ от села Аксу-Аюлы, на левом берегу реки Шерубай-Нура, Аксу-Аюлинский сельский округ                                   |             |                                 |
| 1402.      | Курганы каменные, средневековье                                                  | археология                       | в 43 км к ЮЗ от села Аксу-Аюлы, на левом берегу реки Шерубай-Нура, в урочище Каркалы, Аксу-Аюлинский сельский округ                |             |                                 |
| 1403.      | Курган каменный, РЖВ                                                             | археология                       | в 45 км к ЮЗ от села Аксу-Аюлы, у хребта Сарши, Аксу-Аюлинский сельский округ                                                      |             |                                 |
| 1404.      | Курган каменный, РЖВ                                                             | археология                       | в 13 км на левой стороне дороги на Каркаралинск, Аксу-Аюлинский сельский округ                                                     |             |                                 |
| 1405.      | Курган каменный, РЖВ                                                             | археология                       | в 4-11 км на левой стороне дороги на Каркаралинск, Аксу-Аюлинский сельский округ                                                   |             |                                 |
| 1406.      | Курган каменный, РЖВ                                                             | археология                       | в 20 км к Ю от села Аксу-Аюлы, Аксу-Аюлинский сельский округ                                                                       |             |                                 |
| 1407.      | Могильник эпохи бронзы                                                           | археология                       | в 2 км к В от села Нураталдинский, в долине реки Шопа, Нураталдинский сельский округ                                               |             |                                 |
| 1408.      | Мавзолей Шора, XIX в.                                                            | градостроительства и архитектуры | в 10 км к ЮЗ от села Аксу,Аксу-Аюлинский сельский округ                                                                            |             |                                 |
| 1409.      | Мавзолей Есбай, XIX в.                                                           | градостроительства и архитектуры | в 3 км к СЗ от села Кармыс, сельский округ Шетский                                                                                 |             | 48°56′25″ с. ш. 73°19′11″ в. д. |
| 1410.      | Мавзолей безымянный N 39, XIX в.                                                 | градостроительства и архитектуры | в 12 км к ЮЗ от села Батык,Батыкский сельский округ                                                                                |             |                                 |
| 1411.      | Мазар, XIX в.                                                                    | градостроительства и архитектуры | в 12 км к Ю от поселка Мойынты, Мойынтинская п.а.                                                                                  |             |                                 |
| 1412.      | Бюст С. Сейфуллина, 1973 г.                                                      | градостроительства и архитектуры | село Успенское, Успенский сельский округ                                                                                           |             |                                 |
| 1413.      | Бюст из бронзы К. Мынбаева, 1975 г.                                              | градостроительства и архитектуры | село Кызылтау, Акшокинский сельский округ                                                                                          |             |                                 |
| 1414.      | Мавзолей Байжиена, XIX в.                                                        | градостроительства и архитектуры | в 27 км к ЮВ от конефермы села Мынбаева, на левом берегу реки Шыгажай, в 80 км к Ю от села Кызылтау, Акшокинский сельский округ    |             |                                 |
| 1415.      | Мавзолей Жантака, XIX в.                                                         | градостроительства и архитектуры | в 28 км к ЮВ от конефермы села Мынбаева, в 81 км к Ю от села Кызылтау, Акшокинский сельский округ                                  |             |                                 |
| 1416.      | Мавзолей Алтыбая, XIX в.                                                         | градостроительства и архитектуры | в 22 км к ЮЗ от конефермы села Мынбаева, в 91 км к ЮЗ от села Кызылтау, Акшокинский сельский округ                                 |             |                                 |
| 1417.      | Мавзолей сфероконический, XIX в.                                                 | градостроительства и архитектуры | в 59 км к ЮЗ от железнодорожный станции Киик, Мойынтинская п.а.                                                                    |             |                                 |
| 1418.      | Мавзолей Уйсин батыра, XIX в.                                                    | градостроительства и архитектуры | в 1,5 км к С от конефермы села Мынбаева, на левом берегу реки Шажагай, в 67 км к Ю от села Кызылтау, Акшокинский сельский округ    |             |                                 |
| 1419.      | Мавзолей юрта образный, XIX в.                                                   | градостроительства и архитектуры | в 50 км к ЮЗ от железнодорожный станции Киик, в урочище Калмаккырган, Мойынтинская п.а.                                            |             |                                 |
| 1420.      | Мавзолей, XIX в.                                                                 | градостроительства и архитектуры | в 1 км к ЮЗ от конефермы села Мынбаева, в 65 км к Ю от села Кызылтау, Акшокинский сельский округ                                   |             |                                 |
| 1421.      | Мавзолей Уйсинбая, XIX в.                                                        | градостроительства и архитектуры | в 15 км к ЮЗ от конефермы села Мынбаева, в 84 км к Ю от села Кызылтау, Акшокинский сельский округ                                  |             |                                 |
| 1422.      | Мавзолей Агыбая, XIX в.                                                          | градостроительства и архитектуры | в 45 км к ЮЗ от железнодорожный станции Киик, Мойынтинская п.а.                                                                    |             |                                 |
| 1423.      | Мавзолей Толеубека N 3, XIX в.                                                   | градостроительства и архитектуры | в 7 км к В от станции Киик, Мойынтинская п.а.                                                                                      |             |                                 |
| 1424.      | Мавзолей сфероконический, XIX в.                                                 | градостроительства и архитектуры | в 20 км к ЮЗ от конефермы села Мынбаева, на левом берегу реки Шыгажай, в 88 км к Ю от села Кызылтау, Акшокинский сельский округ    |             |                                 |
| 1425.      | Мавзолей Тилепа Каганакулы N 1, XIX в.                                           | градостроительства и архитектуры | в 75 км к Ю от села Кызылтау, на берегу реки Шажагай, Акшокинский сельский округ                                                   |             |                                 |
| 1426.      | Саганатам N 3, XIX в.                                                            | градостроительства и архитектуры | в 75 км к Ю от села Кызылтау, Акшокинский сельский округ                                                                           |             |                                 |
| 1427.      | Мавзолей Олжадаулена, XIX в.                                                     | градостроительства и архитектуры | в 16 км к СВ от села Жумыскер, Тагылинский сельский округ                                                                          |             |                                 |
| 1428.      | Мавзолей Дулат, XIX в.                                                           | градостроительства и архитектуры | в 13 км к СВ от села Жумыскер, Тагылинский сельский округ                                                                          |             |                                 |
| 1429.      | Мавзолей Жаман бала, XIX в.                                                      | градостроительства и архитектуры | в 5 км к ЮВ от поселка Кайракты, п.а. Кайрактинская                                                                                |             |                                 |
| 1430.      | Мавзолей Акмаганбета, XIX в.                                                     | градостроительства и архитектуры | в 10 км к ЮВ от поселка Кайракты, п.а. Кайрактинская                                                                               |             |                                 |
| 1431.      | Мавзолей Тыным, XIX в.                                                           | градостроительства и архитектуры | в 1 км к ЮВ от поселка Акчатау, Акчатауская п.а.                                                                                   |             |                                 |
| 1432.      | Кулпытас N 137, Некрополь Токал, XIX в.                                          | градостроительства и архитектуры | в 20 км к СВ от поселка Акчатау, Акчатауская п.а.                                                                                  |             |                                 |
| 1433.      | Мавзолей Злиха, XIX в.                                                           | градостроительства и архитектуры | в 1,5 км к СВ от поселка Акчатау, Акчатауская п.а.                                                                                 |             |                                 |
| 1434.      | Безымянный мавзолей N 136, XIX в.                                                | градостроительства и архитектуры | в 21 км к СВ от поселка Акчатау, Акчатауская п.а.                                                                                  |             |                                 |
| 1435.      | Мавзолей Меден, XIX в.                                                           | градостроительства и архитектуры | в 20 км к СВ от поселка Акчатау, Акчатауская п.а.                                                                                  |             |                                 |
| 1436.      | Монументальный памятник, погибшим агадырцам в период Великой Отечественной войны | градостроительства и архитектуры | перед зданием районного агропромышленного объединения (далее РАПО) поселка Агадырь, Агадырь п.а.                                   |             |                                 |
| 1437.      | Обелиск С. Сейфуллина                                                            | градостроительства и архитектуры | перед зданием библиотеки поселка Агадырь, Агадырь п.а.                                                                             |             |                                 |
| 1438.      | Безымянный мавзолей N 5, XIX в.                                                  | градостроительства и архитектуры | в 22 км к СВ от села Талды, Талдинский сельский округ                                                                              |             |                                 |
| 1439.      | Кулпытас N 68, XIX в.                                                            | градостроительства и архитектуры | в 8 км к ЮВ от села Аксу-Аюлы, Аксу-Аюлинский сельский округ                                                                       |             |                                 |
| 1440.      | Мечеть N 38, XIX в.                                                              | градостроительства и архитектуры | в 9 км к ЮЗ от села Батык, Батыкский сельский округ                                                                                |             |                                 |
| 1441.      | Некрополь Амантай, XIX в.                                                        | градостроительства и архитектуры | в 6 км к ЮЗ от села Аксу-Аюлы, Аксу-Аюлинский сельский округ                                                                       |             |                                 |
| 1442.      | Нерополь Аманбая, XIX в.                                                         | градостроительства и архитектуры | в 52 км к ЮЗ от железнодорожный станции Киик, на левом берегу реки Сарыбулак, Мойынтинская п.а.                                    |             |                                 |
| 1443.      | Мавзолей Копбеит, безымянный мавзолей N 131, XIX в.                              | градостроительства и архитектуры | в 8 км к СВ от поселка Акчатау, Акчатауская п.а.                                                                                   |             |                                 |
| 1444.      | Мавзолей Базарбая, XIX в.                                                        | градостроительства и архитектуры | в 8 км к ЮВ от села Енбекшил, Аксу-Аюлинский сельский округ                                                                        |             |                                 |
| 1445.      | Курган Манака 1, РЖВ                                                             | археология                       | правый берег реки Манака, в 12 км к ССВ от горы Актау, в 16 км к В от села Кужал                                                   |             |                                 |
| 1446.      | Курган Манака 2, РЖВ                                                             | археология                       | правый берег реки Манака, в 11 км к ССВ от горы Актау, в 17 км к В от села Кужал                                                   |             |                                 |
| 1447.      | Могильник Манака, РЖВ                                                            | археология                       | правый берег реки Манака, в 8 км к ССВ от горы Актау, в 1 км к Ю от крепости Дуан                                                  |             |                                 |
| 1448.      | Курган Манака 3, РЖВ                                                             | археология                       | левый берег реки Манака, в 8,5 км к ССВ от горы Актау, в 1,5 км к Ю от крепости Дуан                                               |             |                                 |
| 1449.      | Курган с "Усами" Талды-Манака 1, РЖВ                                             | археология                       | правый берег реки Талды-Манака, ЮВ склон горы Актау, у дороги Жанаарка-Дарат                                                       |             |                                 |
| 1450.      | Курган Талды-Манака 2, РЖВ                                                       | археология                       | правый берег реки Талды-Манака, ЮВ склон горы Актау, у дороги Жанаарка-Айширак                                                     |             |                                 |
| 1451.      | Могильник Талды-Манака 3, разновременный                                         | археология                       | левый берег реки Талды-Манака, в 4 км к ВЮВ от горы Актау                                                                          |             |                                 |
| 1452.      | Могильник Талды-Манака, разновременный                                           | археология                       | левый берег реки Талды-Манака, в 6 км к ЮВ от горы Актау                                                                           |             |                                 |
| 1453.      | Могильник Коныртобе 1, разновременный (РЖВ, этнографическое время)               | археология                       | З склон горы Северный Кызылтау, в 6 км к З от зимовки Коныртобе, в 8 км к ЮЮЗ от зимовки Алабас                                    |             |                                 |
| 1454.      | Два кургана Коныртобе 2, разновременный                                          | археология                       | З склон горы Северный Кызылтау, в 7 км к З от зимовки Коныртобе, в 9 км к ЮЮЗ от зимовки Алабас                                    |             |                                 |
| 1455       | Каменоломня, разновременный                                                      | археология                       | З склон горы Северный Кызылтау, в 9 км к ЮЗ от зимовки Коныртобе, в 10 км к ЮЮЗ от зимовки Алабас                                  |             |                                 |
| 1456.      | Могильник Койшокы V, эпоха бронзы                                                | археология                       | З склон горы Северный Кызылтау, в 12 км к ЮЗ от зимовки Коныртобе, в 15 км к ЮЮЗ от зимовки Алабас, в 18 км к З от села Кызылтау   |             |                                 |
| 1457.      | Могильник Койшокы I, эпоха бронзы                                                | археология                       | З склон горы Северный Кызылтау, в 12 км к ЮЗ от зимовки Коныртобе, в 15 км к ЮЮЗ от зимовки Алабас, в 18 км к З от села Кызылтау   |             |                                 |
| 1458.      | Могильник Койшокы II, эпоха бронзы                                               | археология                       | З склон горы Северный Кызылтау, в 12 км к ЮЗ от зимовки Коныртобе, в 15 км к ЮЮЗ от зимовки Алабас, в 18 км к З от села Кызылтау   |             |                                 |
| 1459.      | Могильник Койшокы III, эпоха бронзы                                              | археология                       | З склон горы Северный Кызылтау, в 12 км к ЮЗ от зимовки Коныртобе, в 15 км к ЮЮЗ от зимовки Алабас, в 18 км к З от села Кызылтау   |             |                                 |
| 1460.      | Могильник Койшокы IV, эпоха бронзы                                               | археология                       | З склон горы Северный Кызылтау, в 12 км к ЮЗ от зимовки Коныртобе, в 15 км к ЮЮЗ от зимовки Алабас в 18 км к З от села Кызылтау    |             |                                 |
| 1461.      | Курган Коныртобе 2, РЖВ                                                          | археология                       | З склон горы Северный Кызылтау, в 12 км к ЮЗ от зимовки Коныртобе, в 15 км к ЮЮЗ от зимовки Алабас, в 18 км к З от села Кызылтау   |             |                                 |
| 1462.      | Курганы Коныртобе 3 (15 курганов), РЖВ                                           | археология                       | З склон горы Северный Кызылтау, в 12 км к ЮЗ от зимовки Коныртобе, в 15 км к ЮЮЗ от зимовки Алабас, в 18 км к З от села Кызылтау   |             |                                 |
| 1463.      | Курган с "Усами" Коныртобе 4, РЖВ                                                | археология                       | З склон горы Северный Кызылтау, в 15 км к ЮЗ от зимовки Коныртобе, в 20 км к ЮЮЗ от зимовки Алабас, в 16 км к З от посела Кызылтау |             |                                 |
| 1464.      | Курган-выкладка Коныртобе 5, РЖВ                                                 | археология                       | З склон горы Северный Кызылтау, в 14 км к ЮЗ от зимовки Коныртобе, в 18 км к ЮЮЗ от зимовки Алабас, в 17 км к З от села Кызылтау   |             |                                 |
| 1465.      | Курган Коныртобе 6, РЖВ                                                          | археология                       | в 4 км к ЮЗ от горы Северный Кызылтау, в 20 км к ЮЗ от зимовки Коныртобе, в 16 км к З от села Кызылтау                             |             |                                 |
| 1466.      | Могильник Кызылтау 1, разновременный                                             | археология                       | в 5,6 км к ЮЗ от горы Северный Кызылтау, в 19,2 км к З от села Кызылтау                                                            |             |                                 |
| 1467.      | Курган Кызылтау 2, РЖВ                                                           | археология                       | в 7,3 км к ЮЗ от горы Северный Кызылтау, в 19,3 км к З от села Кызылтау, в 9 км к СЗ от 2-го отделения                             |             |                                 |
| 1468.      | Могильник Атасу-III, эпоха бронзы                                                | археология                       | в 24,3 км к ЮЗ от села Кызылтау, в 11,6 км к ЮЗ от 2-го отделения, в 9,3 км к СЗ от горы Каратобе                                  |             |                                 |
| 1469.      | Могильник Атасу-II, эпоха бронзы                                                 | археология                       | в 24,3 км к ЮЗ от села Кызылтау, в 11,6 км к ЮЗ от 2-го отделения, в 9,3 км к СЗ от горы Каратобе                                  |             |                                 |
| 1470.      | Могильник Атасу-I, эпоха бронзы                                                  | археология                       | в 24,3 км к ЮЗ от села Кызылтау, в 11,6 км к ЮЗ от 2-го отделения, в 9,3 км к СЗ от горы Каратобе                                  |             |                                 |
| 1471.      | Могильник Былкылдак-2, эпохи бронзы                                              | археология                       | в 22,4 км к ЮЗ от села Кызылтау, в 11,4 км к ЮЮЗ от 2-го отделения, в 5,4 км к С от горы Каратобе                                  |             |                                 |
| 1472.      | Могильник Былкылдак-7, эпоха бронзы                                              | археология                       | в 22,4 км к ЮЗ от села Кызылтау, в 11,4 км к ЮЮЗ от 2-го отделения, в 5,4 км к С от горы Каратобе                                  |             |                                 |
| 1473.      | Могильник (некрополь) Кызылтау, этнографическое время                            | археология                       | в 22,4 км к ЮЗ от села Кызылтау, в 10,9 км к ЮЮЗ от 2-го отделения, в 6,1 км к С от горы Каратобе                                  |             |                                 |
| 1474.      | Курган Кызылтау 3, РЖВ                                                           | археология                       | в 22,7 км к ЮЗ от села Кызылтау, в 11,1 км к ЮЮЗ от 2-го отделения, в 6,2 км к СЗ от горы Каратобе                                 |             |                                 |
| 1475.      | Могильник Кызылтау 4, разновременный                                             | археология                       | в 22,7 км к ЮЗ от села Кызылтау, в 11,1 км к ЮЮЗ от 2-го отделения, в 6,2 км к СЗ от горы Каратобе                                 |             |                                 |
| 1476.      | Курган Кызылтау 5, РЖВ                                                           | археология                       | в 22,7 км к ЮЗ от села Кызылтау, в 11,1 км к ЮЮЗ от 2-го отделения, в 6,1 км к СЗ от горы Каратобе                                 |             |                                 |
| 1477.      | Могильник Каратобе 1, разновременный                                             | археология                       | в 23,4 км к ЮЗ от села Кызылтау, в 11,2 км к ЮЮЗ от 2-го отделения, в 7 км к СЗ от горы Каратобе                                   |             |                                 |
| 1478.      | Курган Каратобе 2, РЖВ                                                           | археология                       | в 23,5 км к ЮЗ от села Кызылтау, в 11,3 км к ЮЮЗ от 2-го отделения, в 7,2 км к С от горы Каратобе                                  |             |                                 |
| 1479.      | Курган Каратобе 3, РЖВ                                                           | археология                       | в 23,7 км к ЮЗ от села Кызылтау, в 11,3 км к ЮЮЗ от 2-го отделения, в 7,3 км к С от горы Каратобе                                  |             |                                 |
| 1480.      | Некрополь Каратобе, этнографическое время                                        | археология                       | в 23,7 км к ЮЗ от села Кызылтау, в 11,3 км к ЮЮЗ от 2-го отделения, в 7,6 км к СЗ от горы Каратобе                                 |             |                                 |
| 1481.      | Курган Каратобе 4, РЖВ                                                           | археология                       | в 23,7 км к ЮЗ от села Кызылтау, в 11,3 км к ЮЮЗ от 2-го отделения, в 7,6 км к СЗ от горы Каратобе                                 |             |                                 |
| 1482.      | Могильник Каратобе 5, эпоха бронзы                                               | археология                       | в 24,3 км к ЮЗ от села Кызылтау, в 11,6 км к ЮЗ от 2-го отделения, в 9,3 км к СЗ от горы Каратобе                                  |             |                                 |
| 1483.      | Могильник Ак-Мустафа 4, эпоха бронзы                                             | археология                       | в 29,5 км к ЮЗ от села Кызылтау, в 16,5 км к ЮЗ от 2-го отделения, в 10,9 км к ЗСЗ от горы Каратобе                                |             |                                 |
| 1484.      | Могильник Ак-Мустафа 3, эпоха бронзы                                             | археология                       | в 29,5 км к ЮЗ от села Кызылтау, в 16,5 км к ЮЗ от 2-го отделения, в 10,9 км к ЗСЗ от горы Каратобе                                |             |                                 |
| 1485.      | Могильник Ак-Мустафа 2, эпоха бронзы                                             | археология                       | в 29,5 км к ЮЗ от села Кызылтау, в 16,5 км к ЮЗ от 2-го отделения, в 10,9 км к ЗСЗ от горы Каратобе                                |             |                                 |
| 1486.      | Могильник Ак-Мустафа 1, эпоха бронзы                                             | археология                       | в 29,5 км к ЮЗ от села Кызылтау, в 16,5 км к ЮЗ от 2-го отделения, в 10,9 км к ЗСЗ от горы Каратобе                                |             |                                 |
| 1487.      | Курган Каратобе 6, средневековье                                                 | археология                       | в 29,6 км к ЮЗ от села Кызылтау, в 16,7 км к ЮЗ от 2-го отделения, в 12 км к ЗСЗ от горы Каратобе                                  |             |                                 |
| 1488.      | Курган с "Усами" Каратобе 7, РЖВ                                                 | археология                       | в 29,1 км к ЮЗ от села Кызылтау, в 16 км к ЮЗ от 2-го отделения, в 13 км к ЗСЗ от горы Каратобе                                    |             |                                 |
| 1489.      | Курган с "Усами" Таскоралы 1, РЖВ                                                | археология                       | в 14 км к Ю от села Дарат, в 25 км к З от села Айширак, в 17,7 км к СВ от горы Таскоралы                                           |             |                                 |
| 1490.      | Курган с "Усами" Таскоралы 2, РЖВ                                                | археология                       | в 14 км к Ю от села Дарат, в 25 км к З от села Айширак, в 17,7 км к СВ от горы Таскоралы                                           |             |                                 |
| 1491.      | Могильник Таскоралы 3, эпоха бронзы                                              | археология                       | в 15,9 км к ЮЮВ от села Дарат, в 28 км к З от села Айширак, в 18,6 км к СВ от горы Таскоралы                                       |             |                                 |
| 1492.      | Петроглифы Кыркымбай, разновременный                                             | археология                       | в 16,5 км к ЮЮВ от села Дарат, в 29,9 км к З от села Айширак, в 19,9 км к СВ от горы Таскоралы                                     |             |                                 |
| 1493.      | Могильник Таскоралы 4, разновременный                                            | археология                       | в 16,8 км к ЮЮВ от села Дарат, в 29,9 км к З от села Айширак, в 19,6 км к СВ от горы Таскоралы                                     |             |                                 |
| 1494.      | Могильник Кыркымбай II, эпоха бронзы, раннего железа                             | археология                       | в 16,5 км к ЮЮВ от села Дарат, в 28,3 км к З от села Айширак, в 18,3 км к СВ от горы Таскоралы                                     |             |                                 |
| 1495.      | Курган с "Усами" Таскоралы 5, РЖВ                                                | археология                       | в 16,5 км к ЮЮВ от села Дарат, в 28,3 км к З от села Айширак, в 18,3 км к СВ от горы Таскоралы                                     |             |                                 |
| 1496.      | Курган Таскоралы 6, РЖВ                                                          | археология                       | в 7,6 км к ЮВ от села Дарат, в 29,3 км к З от села Айширак, в 26,5 км к СВ от горы Таскоралы                                       |             |                                 |
| 1497.      | Могильник Мыржык III, эпоха бронзы                                               | археология                       | в 7,5 км к ЮВ от села Дарат, в 28 км к З от села Айширак, в 25,4 км к СВ от горы Таскоралы                                         |             |                                 |
| 1498.      | Курган с "Усами" Таскоралы 7, РЖВ                                                | археология                       | в 9,8 км к ЮВ от села Дарат, в 31 км к З от села Айширак, в 26,9 км к СВ от горы Таскоралы                                         |             |                                 |
| 1499.      | Могильник Каратобе 8, разновременный                                             | археология                       | в 20 км к ЮЗ от села Кызылтау, в 8,6 км к Ю от 2-го отделения, в 8,2 км к С от горы Каратобе                                       |             |                                 |
| 1500.      | Могильник Каратобе 9, разновременный                                             | археология                       | в 20 км к ЮЗ от села Кызылтау, в 8,6 км к Ю от 2-го отделения, в 8,2 км к С от горы Каратобе                                       |             |                                 |
| 1501.      | Курган с "Усами" Каратобе 10, РЖВ                                                | археология                       | в 14,6 км к ЮЗ от села Кызылтау, в 5,5 км к Ю от 2-го отделения, в 12,8 км к С от горы Каратобе                                    |             |                                 |
| 1502.      | Курган Каратобе 11, РЖВ                                                          | археология                       | в 12,2 км к ЮЗ от села Кызылтау, в 4,1 км к ЮВ от 2-го отделения, в 15,4 км к СВ от горы Каратобе                                  |             |                                 |
| 1503.      | Курган с "Усами" Каратобе 12, РЖВ                                                | археология                       | в 12,3 км к ЮЗ от села Кызылтау, в 0,8 км к В от 2-го отделения, в 17,1 км к СВ от горы Каратобе                                   |             |                                 |
| 1504.      | Могильник Каратобе 13, разновременный                                            | археология                       | в 12,3 км к ЮЗ от села Кызылтау, в 0,5 км к ЮВ от 2-го отделения, в 17,1 км к СВ от горы Каратобе                                  |             |                                 |
| 1505.      | Курган Каратобе 14, РЖВ                                                          | археология                       | в 11,3 км к ЮЗ от села Кызылтау, в 3,1 км к С от 2-го отделения, в 19,9 км к СВ от горы Каратобе                                   |             |                                 |
| 1506.      | Могильник Кызылтау 5, разновременный                                             | археология                       | в 9,2 км к ЮЗЗ от села Кызылтау, в 6,5 км к С от 2-го отделения, в 7,5 км к ЮВ от горы Северный Кызылтау                           |             |                                 |
| 1507.      | Могильник Кызылтау 6, РЖВ                                                        | археология                       | в 9,9 км к З от села Кызылтау, в 8,2 км к С от 2-го отделения, в 6 км к В от горы Северный Кызылтау                                |             |                                 |
| 1508.      | Могильник Кызылтау 7, РЖВ                                                        | археология                       | в 9,9 км к З от села Кызылтау, в 8,2 км к С от 2-го отделения, в 6 км к В от горы Северный Кызылтау                                |             |                                 |
| 1509.      | Могильник Кызылтау 8, эпоха бронзы                                               | археология                       | в 10 км к З от села Кызылтау, в 8,5 км к С от 2-го отделения, в 5,8 км к В от горы Северный Кызылтау                               |             |                                 |
| 1510.      | Могильник Кызылтау 9, эпоха бронзы                                               | археология                       | в 11,1 км к З от села Кызылтау, в 8,8 км к С от 2-го отделения, в 4,7 км к В от горы Северный Кызылтау                             |             |                                 |
| 1511.      | Могильник Кызылтау 10, разновременный                                            | археология                       | в 9,9 км к СЗ от села Кызылтау, в 11,2 км к С от 2-го отделения, в 6,4 км к СВ от горы Северный Кызылтау                           |             |                                 |
| 1512.      | Могильник Кызылтау 11, разновременный                                            | археология                       | в 6,7 км к СЗ от села Кызылтау, в 10,1 км к ССВ от 2-го отделения, в 9,1 км к В от горы Северный Кызылтау                          |             |                                 |
| 1513.      | Могильник Кызылтау 12, РЖВ                                                       | археология                       | в 7,1 км к ССВ от села Кызылтау, в 18,7 км к СВВ от горы Северный Кызылтау                                                         |             |                                 |
| 1514.      | Могильник Кызылтау 13, разновременный                                            | археология                       | в 7,6 км к ССВ от села Кызылтау, в 19,5 км к СВВ от горы Северный Кызылтау                                                         |             |                                 |
| 1515.      | Курган Кызылтау 14, РЖВ                                                          | археология                       | в 7,7 км к ССВ от села Кызылтау, в 19,9 км к СВ от горы Северный Кызылтау                                                          |             |                                 |
| 1516.      | Курган Кызылтау 15, РЖВ                                                          | археология                       | в 7,8 км к ССВ от села Кызылтау, в 20 км к СВ от горы Северный Кызылтау                                                            |             |                                 |
| 1517.      | Курган Кызылтау 16, РЖВ                                                          | археология                       | в 8,2 км к ССВ от села Кызылтау, в 20,8 км к СВ от горы Северный Кызылтау                                                          |             |                                 |
| 1518.      | Курган Кызылтау 17, РЖВ                                                          | археология                       | в 8,9 км к ССВ от села Кызылтау, в 21,9 км к СВ от горы Северный Кызылтау                                                          |             |                                 |
| 1519.      | Курган Кызылтау 18, РЖВ                                                          | археология                       | в 9,1 км к ССВ от села Кызылтау, в 22,3 км к СВ от горы Северный Кызылтау                                                          |             |                                 |
| 1520.      | Курган Кызылтау 19, РЖВ                                                          | археология                       | в 9,5 км к ССВ от села Кызылтау, в 22,6 км к СВ от горы Северный Кызылтау                                                          |             |                                 |
| 1521.      | Могильник Кызылтау 20, РЖВ                                                       | археология                       | в 9,5 км к ССВ от села Кызылтау, в 23,1 км к СВ от горы Северный Кызылтау                                                          |             |                                 |
| 1522.      | Курган Кызылтау 21, РЖВ                                                          | археология                       | в 9,3 км к ССВ от села Кызылтау, в 23,1 км к СВ от горы Северный Кызылтау                                                          |             |                                 |
| 1523.      | Могильник Кызылтау 21, РЖВ                                                       | археология                       | в 10,7 км к ССВ от села Кызылтау, в 24,3 км к СВ от горы Северный Кызылтау                                                         |             |                                 |
| 1524.      | Погребально-поминальный комплекс (Большой Алабас), разновременный                | археология                       | в 36,1 км к ЮЗ от поселка Агадырь, в 23,5 км к ЮВ от горы Ортау, в 19,1 км к ВЮВ от горы Большой Алабас                            |             |                                 |
| 1525.      | Могильник Едыге, РЖВ                                                             | археология                       | в 32,2 км к ЮЗ от поселка Агадырь, в 24,1 км к ЮВ от горы Ортау, в 22,1 км к ВЮВ от горы Большой Алабас                            |             |                                 |
| 1526.      | Курган Алабас 1, РЖВ                                                             | археология                       | в 32,4 км к ЮЗ от поселка Агадырь, в 22,9 км к ЮВ от горы Ортау, в 21,3 км к ВЮВ от горы Большой Алабас                            |             |                                 |
| 1527.      | Могильник Коскелиншек, РЖВ                                                       | археология                       | в 30,2 км к ЮЗ от поселка Агадырь, в 24,6 км к ЮВ от горы Ортау, в 23,9 км к ВЮВ от горы Большой Алабас                            |             |                                 |
| 1528.      | Могильник Алабас, РЖВ                                                            | археология                       | в 23,6 км к ЮЗ от поселка Агадырь, в 27,8 км к ВЮВ от горы Ортау, в 30 км к ВЮВ от горы Большой Алабас                             |             |                                 |
| 1529.      | Могильник Алабас 1, РЖВ                                                          | археология                       | в 22,8 км к ЮЗ от поселка Агадырь, в 27,8 км к ВЮВ от горы Ортау, в 30,5 км к ВЮВ от горы Большой Алабас                           |             |                                 |
| 1530.      | Могильник Алабас 2, РЖВ                                                          | археология                       | в 22,5 км к ЮЗ от поселка Агадырь, в 27,7 км к ВЮВ от горы Ортау, в 30,7 км к ВЮВ от горы Большой Алабас                           |             |                                 |
| 1531.      | Могильник Алабас 3, РЖВ                                                          | археология                       | в 22,4 км к ЮЗ от поселка Агадырь, в 27,7 км к ВЮВ от горы Ортау, в 30,7 км к ВЮВ от горы Большой Алабас                           |             |                                 |
| 1532.      | Некрополь Алабас, разновременный                                                 | археология                       | в 20 км к ЮЗ от поселка Агадырь, в 27,3 км к ВЮВ от горы Ортау, в 32 км к ВЮВ от горы Большой Алабас                               |             |                                 |
| 1533.      | Курган Алабас 2, РЖВ                                                             | археология                       | в 20 км к ЮЗ от поселка Агадырь, в 27,3 км к ВЮВ от горы Ортау, в 32 км к ВЮВ от горы Большой Алабас                               |             |                                 |
| 1534.      | Могильник Сангру 3, эпоха бронзы                                                 | археология                       | в 43 км к СВВ от села Актау, в 3 км к В от зимовки Дарат                                                                           |             |                                 |
| 1535.      | Могильник Сангру 4, эпоха бронзы                                                 | археология                       | в 44 км к СВВ от села Актау, в 3 км к В от зимовки Дарат                                                                           |             |                                 |
| 1536.      | Могильник Сангру 5, эпоха бронзы                                                 | археология                       | в 44,3 км к СВВ от села Актау, в 3 км к В от зимовки Дарат                                                                         |             |                                 |
| 1537.      | Мавзолей Сенкибай, XIX в.                                                        | градостроительства и архитектуры | в 7 км к В от села Талды |             | 49°08′01″ с. ш. 73°50′15″ в. д. |
| 1538.      | Мавзолей Жидебая, XVIII в.                                                       | градостроительства и архитектуры | в 13 км к ЮЗ от cела Аксу |             | 48°54′41″ с. ш. 73°33′00″ в. д. |